# Suppawat Srinothai
Suppawat Srinothai (tiếng Thái: ศุภวัฒน์ สีโนทัย, sinh ngày 9 tháng 5 năm 1988), còn được biết với tên đơn giản Ten (tiếng Thái: เท็น) là một cầu thủ bóng đá người Thái Lan thi đấu ở vị trí thủ môn cho câu lạc bộ ở Thai League 2 Trat.